# Imago dei
Imago Dei (lat., česky obraz Boží) je výraz přesvědčení v křesťanství i judaismu, že člověk je stvořen k tomu, aby byl Božím obrazem a k Boží podobě.
| „                | Bůh stvořil člověka, aby byl jeho obrazem, stvořil ho, aby byl obrazem Božím, jako muže a ženu je stvořil. | “ |
| — Bible, Gn 1,27 | |   |

Podobnost Bohu se shledává v různých vlastnostech, nejčastěji v rozumu a svobodné vůli, někdy se doplňuje, že tělesná krása člověka je odrazem Boží krásy. Hříchem se imago Dei zatemňuje, ba i ztrácí. Bůh stvořil člověka k obrazu svému a dal mu svobodnou vůli, zlo vnáší do světa člověk.